# Ed Iacobucci
Edward E. Iacobucci (Buenos Aires, 26 de septiembre de 1953 - Boca Ratón, 21 de junio de 2013) fue un empresario argentino-estadounidense que fundó VirtualWorks y cofundó Citrix Systems. También es conocido por su trabajo como diseñador arquitectónico de los sistemas OS/2 e IBM PC DOS y como pionero de la virtualización.

## Biografía

### Primeros años y educación
Edward "Ed" E. Iacobucci nació el 26 de septiembre de 1953 en Buenos Aires, Argentina, hijo del Dr. Guillermo y Costantina Iacobucci. Su padre, un bioquímico, se mudó con su familia a Estados Unidos en 1960 para trabajar primero para ER Squibb & Sons (un predecesor del gigante farmacéutico Bristol-Myers Squibb) y luego para Coca-Cola. Roberto Goizueta, entonces presidente de Coca-Cola, se convirtió en un amigo cercano de la familia Iacobucci y, posteriormente, en el padrino de Ed.
Iacobucci se graduó del Instituto de Tecnología de Georgia con una licenciatura en ingeniería de sistemas en 1975.

### Carrera profesional
Iacobucci comenzó su carrera en IBM en 1979, donde trabajó en el negocio de software comercial y computadoras personales. Mientras estuvo en IBM, Iacobucci tuvo responsabilidades de liderazgo en arquitectura y diseño para IBM PC DOS y OS/2, y dirigió el diseño conjunto IBM-Microsoft para sistemas operativos de computadoras personales multitarea.
En 1989, Iacobucci dejó IBM para cofundar Citrix Systems. Dirigió la empresa como presidente y director de tecnología a lo largo de sus fases de desarrollo de productos y mercados. Citrix creció y fue incluido en los índices Nasdaq 100 y S&P 500. En 1997, Iacobucci forjó un acuerdo de desarrollo conjunto de cinco años con Microsoft para incluir las capacidades multiusuario de Citrix dentro de Microsoft Windows NT Server. Se desempeñó como presidente de Citrix hasta 2000, cuando se jubiló.
En 2002, Iacobucci cofundó y se desempeñó como presidente y director ejecutivo de DayJet Corporation, un servicio de aerolínea a pedido que vendía asientos individuales a través de una escala de precios sensible al tiempo y utilizaba el jet muy ligero Eclipse 500. Dayjet construyó un sistema informático para resolver problemas de optimización altamente complejos y anunció un acuerdo estratégico de cinco años con la Administración Federal de Aviación (FAA). Después de comenzar a operar en 2007, DayJet dejó de operar en 2008 cuando ya no pudo asegurar su capital de crecimiento planificado.
Entre 2002 y 2007 fue miembro del consejo de administración del SCO Group.
En 2011, Iacobucci fundó VirtualWorks, que ayuda a administrar los datos. Iacobucci se desempeñó como presidente y director ejecutivo hasta el 20 de mayo de 2013, cuando renunció por razones de salud personal.

## Premios
En 1998, Iacobucci recibió el premio Ernst & Young al "Emprendedor internacional del año".
Iacobucci formó parte del consejo asesor de ingeniería del Instituto de Tecnología de Georgia, su alma mater. Se desempeñó como juez de tecnología a nivel estatal y nacional para los premios Ernst & Young "Empresario del año", y participó activamente en la organización Junior Achievement International.

## Fallecimiento
Falleció de cáncer de páncreas el 21 de junio de 2013 en su casa de Boca Ratón, Florida.